# Tătărăni
Tătărăni es una comuna ubicada en el distrito de Vaslui, Rumania.

## Superficie
Posee una superficie de 77,55 kilómetros cuadrados.

## Demografía
Hasta 2021 la población era de 1925 habitantes, con una densidad de población de 24,82 habitantes por kilómetro cuadrado.